# Cranioleuca curtata
A Cranioleuca curtata a madarak (Aves) osztályának verébalakúak (Passeriformes) rendjébe és a fazekasmadár-félék (Furnariidae) családjába tartozó faj.

## Rendszerezése
A fajt Philip Lutley Sclater angol ornitológus írta le 1870-ben, a Synallaxis nembe Synallaxis curtata néven.

## Alfajai
- Cranioleuca curtata cisandina (Taczanowski, 1882)
- Cranioleuca curtata curtata (P. L. Sclater, 1870)
- Cranioleuca curtata debilis (Berlepsch & Stolzmann, 1906)[2]

## Előfordulása
Dél-Amerikában az Andokban, Bolívia, Ecuador, Kolumbia és Peru területén honos. Természetes élőhelyei a szubtrópusi és trópusi síkvidéki és hegyi esőerdők. Állandó nem vonuló faj.

## Megjelenése
Testhossza 15 centiméter, testtömege 14-21 gramm.

## Életmódja
Ízeltlábúakkal táplálkozik.

## Természetvédelmi helyzete
Az elterjedési területe rendkívül nagy, egyedszáma ugyan csökken, de még nem éri el a kritikus szintet. A Természetvédelmi Világszövetség Vörös listáján nem fenyegetett fajként szerepel.